# Frankis Marzo
Pour les articles homonymes, voir Marzo.
Frankis Carol Marzo, également appelé Frankis Carol ou tout simplement Frankis, né le 7 septembre 1987 à Guantánamo, est un joueur de handball cubain naturalisé qatarien en 2018. Il évolue au sein au Koweït SC et pour l'équipe nationale du Qatar.

## Palmarès

### En club
- Vainqueur du Championnat du Portugal (2) : 2017, 2018
- Vainqueur de la Coupe du Portugal (3) : 2012, 2013, 2014
- Vainqueur de la Supercoupe du Portugal (1) : 2014

### En sélection
avec  Cuba
- Médaille de bronze aux Jeux panaméricains de 2008
- Médaille de bronze au championnat panaméricain 2008
- 20e place au championnat du monde 2009

avec  Qatar
- Championnats du monde
  - 13e place au championnat du monde 2019
  - 8e place au championnat du monde 2021
  - 22e place au championnat du monde 2023
- Championnats d'Asie
  -  Médaille d'or au championnat d'Asie 2018
  -  Médaille d'or au championnat d'Asie 2020
  -  Médaille d'or au championnat d'Asie 2022
  -  Médaille d'or au championnat d'Asie 2024
- Jeux asiatiques
  -  Médaille d'or aux Jeux asiatiques de 2018 (en)
  -  Médaille d'or aux Jeux asiatiques de 2022 (en)

### Distinctions
- Élu meilleur arrière gauche du championnat d'Asie 2020
- Meilleur buteur du championnat du monde 2021 avec 58 buts